# Ramulus neomodestus
Ramulus neomodestus är en insektsart som beskrevs av Daniel Otte och Brock 2005. Ramulus neomodestus ingår i släktet Ramulus och familjen Phasmatidae. Inga underarter finns listade i Catalogue of Life.